# Polinomios de Jacobi
En matemáticas, los polinomios de Jacobi (ocasionalmente llamados polinomios hipergeométricos) P(α, β)
n(x) son una clase de polinomios ortogonales clásicos. Son ortogonales con respecto al peso
(1 − x)α(1 + x)β en el intervalo [−1, 1]. Los polinomios de Gegenbauer, y por lo tanto también los de Legendre, de Zernike y de Chebyshev, son casos especiales de los polinomios de Jacobi.
Los polinomios de Jacobi fueron introducidos por el matemático alemán Carl Gustav Jakob Jacobi (1804-1851).

## Definiciones

### A través de la función hipergeométrica
Los polinomios de Jacobi se definen a través de la función hipergeométrica de la siguiente manera:
{\displaystyle P_{n}^{(\alpha ,\beta )}(z)={\frac {(\alpha +1)_{n}}{n!}}\,{}_{2}F_{1}\left(-n,1+\alpha +\beta +n;\alpha +1;{\tfrac {1}{2}}(1-z)\right),}
donde {\displaystyle (\alpha +1)_{n}} es un símbolo de Pochhammer (para el factorial ascendente). En este caso, la serie para la función hipergeométrica es finita, por lo tanto, se obtiene la siguiente expresión equivalente:
{\displaystyle P_{n}^{(\alpha ,\beta )}(z)={\frac {\Gamma (\alpha +n+1)}{n!\,\Gamma (\alpha +\beta +n+1)}}\sum _{m=0}^{n}{n \choose m}{\frac {\Gamma (\alpha +\beta +n+m+1)}{\Gamma (\alpha +m+1)}}\left({\frac {z-1}{2}}\right)^{m}.}

### La fórmula de Rodrigues
La fórmula de Rodrigues da una definición equivalente:
{\displaystyle P_{n}^{(\alpha ,\beta )}(z)={\frac {(-1)^{n}}{2^{n}n!}}(1-z)^{-\alpha }(1+z)^{-\beta }{\frac {d^{n}}{dz^{n}}}\left\{(1-z)^{\alpha }(1+z)^{\beta }\left(1-z^{2}\right)^{n}\right\}.}
Si {\displaystyle \alpha =\beta =0}, entonces se reduce a los polinomios de Legendre:
{\displaystyle P_{n}(z)={\frac {1}{2^{n}n!}}{\frac {d^{n}}{dz^{n}}}(z^{2}-1)^{n}\;.}

### Expresión alternativa para el argumento real
Para x real, el polinomio de Jacobi puede escribirse alternativamente como
{\displaystyle P_{n}^{(\alpha ,\beta )}(x)=\sum _{s=0}^{n}{n+\alpha  \choose n-s}{n+\beta  \choose s}\left({\frac {x-1}{2}}\right)^{s}\left({\frac {x+1}{2}}\right)^{n-s}.}
y para un número entero n
{\displaystyle {z \choose n}={\begin{cases}{\frac {\Gamma (z+1)}{\Gamma (n+1)\Gamma (z-n+1)}}&n\geq 0\\0&n<0\end{cases}}}
donde Γ(z) es la Función gamma.
En el caso especial de que las cuatro cantidades n, n + α, n + β y n + α + β son enteros no negativos, el polinomio de Jacobi se puede escribir como
| {\displaystyle P_{n}^{(\alpha ,\beta )}(x)=(n+\alpha )!(n+\beta )!\sum _{s}{\frac {1}{s!(n+\alpha -s)!(\beta +s)!(n-s)!}}\left({\frac {x-1}{2}}\right)^{n-s}\left({\frac {x+1}{2}}\right)^{s}.} | \| \| \| \| \| \| \| \| | (1) |
| |                         |     |
| |                         |     |

La suma se extiende sobre todos los valores enteros de s para los cuales los argumentos de los factoriales no son negativos.

## Propiedades básicas

### Ortogonalidad
Los polinomios de Jacobi satisfacen la condición de ortogonalidad
{\displaystyle \int _{-1}^{1}(1-x)^{\alpha }(1+x)^{\beta }P_{m}^{(\alpha ,\beta )}(x)P_{n}^{(\alpha ,\beta )}(x)\,dx={\frac {2^{\alpha +\beta +1}}{2n+\alpha +\beta +1}}{\frac {\Gamma (n+\alpha +1)\Gamma (n+\beta +1)}{\Gamma (n+\alpha +\beta +1)n!}}\delta _{nm},\qquad \alpha ,\ \beta >-1.}
Como se define, no tienen una norma unitaria con respecto al peso. Esto se puede corregir dividiendo por la raíz cuadrada del lado derecho de la ecuación anterior, cuando {\displaystyle n=m}.
Aunque no proporciona una base ortonormal, a veces se prefiere una normalización alternativa debido a su simplicidad:
{\displaystyle P_{n}^{(\alpha ,\beta )}(1)={n+\alpha  \choose n}.}

### Relación de simetría
Los polinomios tienen la relación de simetría
{\displaystyle P_{n}^{(\alpha ,\beta )}(-z)=(-1)^{n}P_{n}^{(\beta ,\alpha )}(z);}
por lo tanto, el otro valor terminal es
{\displaystyle P_{n}^{(\alpha ,\beta )}(-1)=(-1)^{n}{n+\beta  \choose n}.}

### Derivadas
La k-ésima derivada de la expresión explícita conduce a
{\displaystyle {\frac {d^{k}}{dz^{k}}}P_{n}^{(\alpha ,\beta )}(z)={\frac {\Gamma (\alpha +\beta +n+1+k)}{2^{k}\Gamma (\alpha +\beta +n+1)}}P_{n-k}^{(\alpha +k,\beta +k)}(z).}

### Ecuación diferencial
El polinomio de Jacobi P(α, β)
n es una solución de una ecuación diferencial lineal de segundo orden
{\displaystyle \left(1-x^{2}\right)y''+(\beta -\alpha -(\alpha +\beta +2)x)y'+n(n+\alpha +\beta +1)y=0.}

### Relaciones de recurrencia
La relación de recurrencia para los polinomios de Jacobi de α, β fija es:
{\displaystyle {\begin{aligned}&2n(n+\alpha +\beta )(2n+\alpha +\beta -2)P_{n}^{(\alpha ,\beta )}(z)\\&\qquad =(2n+\alpha +\beta -1){\Big \{}(2n+\alpha +\beta )(2n+\alpha +\beta -2)z+\alpha ^{2}-\beta ^{2}{\Big \}}P_{n-1}^{(\alpha ,\beta )}(z)-2(n+\alpha -1)(n+\beta -1)(2n+\alpha +\beta )P_{n-2}^{(\alpha ,\beta )}(z),\end{aligned}}}
para n = 2, 3, ....
Dado que los polinomios de Jacobi se pueden describir en términos de la función hipergeométrica, las recurrencias de la función hipergeométrica dan recidivas equivalentes de los polinomios de Jacobi. En particular, las relaciones contiguas de Gauss corresponden a las identidades
{\displaystyle {\begin{aligned}(z-1){\frac {d}{dz}}P_{n}^{(\alpha ,\beta )}(z)&={\frac {1}{2}}(z-1)(1+\alpha +\beta +n)P_{n-1}^{(\alpha +1,\beta +1)}\\&=nP_{n}^{(\alpha ,\beta )}-(\alpha +n)P_{n-1}^{(\alpha ,\beta +1)}\\&=(1+\alpha +\beta +n)\left(P_{n}^{(\alpha ,\beta +1)}-P_{n}^{(\alpha ,\beta )}\right)\\&=(\alpha +n)P_{n}^{(\alpha -1,\beta +1)}-\alpha P_{n}^{(\alpha ,\beta )}\\&={\frac {2(n+1)P_{n+1}^{(\alpha ,\beta -1)}-\left(z(1+\alpha +\beta +n)+\alpha +1+n-\beta \right)P_{n}^{(\alpha ,\beta )}}{1+z}}\\&={\frac {(2\beta +n+nz)P_{n}^{(\alpha ,\beta )}-2(\beta +n)P_{n}^{(\alpha ,\beta -1)}}{1+z}}\\&={\frac {1-z}{1+z}}\left(\beta P_{n}^{(\alpha ,\beta )}-(\beta +n)P_{n}^{(\alpha +1,\beta -1)}\right)\,.\end{aligned}}}

### Función de generación
La función generadora de los polinomios de Jacobi está dada por
{\displaystyle \sum _{n=0}^{\infty }P_{n}^{(\alpha ,\beta )}(z)t^{n}=2^{\alpha +\beta }R^{-1}(1-t+R)^{-\alpha }(1+t+R)^{-\beta },}
de donde
{\displaystyle R=R(z,t)=\left(1-2zt+t^{2}\right)^{\frac {1}{2}}~,}
y la rama de la raíz cuadrada se elige para que R (z, 0) = 1.

## Polinomios de Jacobi asintóticos
Para x en el interior de [−1, 1], el término asintótico de P(α, β)
n para n grande viene dado por la fórmula de Darboux
{\displaystyle P_{n}^{(\alpha ,\beta )}(\cos \theta )=n^{-{\frac {1}{2}}}k(\theta )\cos(N\theta +\gamma )+O\left(n^{-{\frac {3}{2}}}\right),}
donde
{\displaystyle {\begin{aligned}k(\theta )&=\pi ^{-{\frac {1}{2}}}\sin ^{-\alpha -{\frac {1}{2}}}{\tfrac {\theta }{2}}\cos ^{-\beta -{\frac {1}{2}}}{\tfrac {\theta }{2}},\\N&=n+{\tfrac {1}{2}}(\alpha +\beta +1),\\\gamma &=-{\tfrac {\pi }{2}}\left(\alpha +{\tfrac {1}{2}}\right),\end{aligned}}}
y el término "O" es uniforme en el intervalo [ε, π-ε] para cada ε > 0.
Los polinomios asintóticos de Jacobi cerca de los puntos ±1 vienen dados por la formula de Mehler-Heine
{\displaystyle {\begin{aligned}\lim _{n\to \infty }n^{-\alpha }P_{n}^{(\alpha ,\beta )}\left(\cos \left({\tfrac {z}{n}}\right)\right)&=\left({\tfrac {z}{2}}\right)^{-\alpha }J_{\alpha }(z)\\\lim _{n\to \infty }n^{-\beta }P_{n}^{(\alpha ,\beta )}\left(\cos \left(\pi -{\tfrac {z}{n}}\right)\right)&=\left({\tfrac {z}{2}}\right)^{-\beta }J_{\beta }(z)\end{aligned}}}
donde los límites son uniformes para z en un dominio delimitado.
Los polinomios asintóticos fuera de [−1, 1] son menos explícitos.

## Aplicaciones

### Matriz D de Wigner
La expresión (1) permite la expresión de la matriz D de Wigner djm’,m(φ) (para 0 ≤ φ ≤ 4π) en términos de polinomios de Jacobi:
{\displaystyle d_{m'm}^{j}(\phi )=\left[{\frac {(j+m)!(j-m)!}{(j+m')!(j-m')!}}\right]^{\frac {1}{2}}\left(\sin {\tfrac {\phi }{2}}\right)^{m-m'}\left(\cos {\tfrac {\phi }{2}}\right)^{m+m'}P_{j-m}^{(m-m',m+m')}(\cos \phi ).}

## Lecturas relacionadas
- Andrews, George E.; Askey, Richard; Roy, Ranjan (1999), Special functions, Encyclopedia of Mathematics and its Applications 71, Cambridge University Press, ISBN 978-0-521-62321-6, MR 1688958, ISBN 978-0-521-78988-2.
- Koornwinder, Tom H.; Wong, Roderick S. C.; Koekoek, Roelof; Swarttouw, René F. (2010),  Cambridge University Press, ed., Orthogonal Polynomials, ISBN 978-0521192255, MR 2723248.